# SUNDAY AWESOME WAVE
『SUNDAY AWESOME WAVE』（サンデー・オーサム・ウェーブ）は、2020年4月5日からZIP-FMで放送されているラジオ番組。

## 概要
世代を超えた最高の音楽の波を届ける、行楽の帰りの車の中にぴったりなプログラム。
番組ハッシュタグは「#オーサム778」。

## ナビゲーター
- 神原真理（2020年4月5日 - ）

- 荒戸完（「UH! MY! BEER!」出演）

## コーナー一覧
- 16:15 TRAFFIC INFORMATION（トヨタバッテリー）
- 16:25 AWESOME FOCUS
- 16:45 MAKE IT MAKE IT
- 16:53 REQUEST WAVE
- 17:00 SUNDAY BACK TO
- 17:12 TRAFFIC INFORMATION（愛知トヨタ）
- 17:15 REQUEST WAVE

過去のコーナー
- マリアンヌのお部屋（『bestie』からの引き継ぎコーナー）
- オーサムウェー部 活動報告
- THE BEATLES' STORY
- ムキムキ部
- ASAHI SUPERDRY UH! MY! BEER!（アサヒビール）

## 放送時間
- 毎週日曜 16:00 - 17:30（JST）（2025年1月5日 - ）

### 過去
- 毎週日曜 17:00 - 18:00（JST）（2020年4月5日 - 2024年3月31日）
- 毎週日曜 16:00 - 18:00（JST）（2024年4月7日 - 2024年12月29日）